# Ȿ
Ȿ, ȿ (S с волнистым хвостиком) — буква расширенной латиницы. Использовалась некоторыми африканистами для записи языка шона с 1932 по 1955 годы. Эта форма S происходит от росчерков.

## Использование
В языке шона буква Ȿȿ использовалась с 1932 по 1955 года, после чего была заменена на диграф sv.
Символ ȿ иногда используется африканистами в некоторых фонетических обозначениях для записи лабиализованного глухого альвеолярного сибилянта, обозначаемого в МФА как [sʷ].